# Madonna Rucellai
De Madonna Rucellai is een altaarstuk dat in 1285-1286 werd geschilderd door Duccio di Buoninsegna uit Siena voor een kapel in de Santa Maria Novella in Florence. Het is het grootste middeleeuwse paneel dat bewaard gebleven is, en het eerste van slechts twee werken van Duccio die gedocumenteerd zijn (het andere is de Maestà). Desalniettemin werd het eeuwenlang op gezag van Giorgio Vasari aan de Florentijnse kunstenaar Cimabue toegeschreven. Pas in 1889 trok de kunsthistoricus Franz Wickhoff op basis van het oorspronkelijke contract uit 1285 de juiste conclusie dat Duccio de maker was.

## De opdracht
Uit het contract blijkt dat Duccio op 15 april 1285 de opdracht voor het altaarstuk kreeg van de Società delle Laudi di Santa Maria Novella, meestal kortweg de Laudesi genoemd. Deze oorspronkelijk militaire broederschap, die verbonden was aan de basiliek Santa Maria Novella, was gesticht door de heilige Petrus van Verona (ook bekend als Petrus Martelaar), waarschijnlijk rond 1244-1245. Ze kwamen regelmatig bijeen om de lof van Christus en Maria te zingen en processies te houden (vandaar hun naam: laudi is een oude vorm van lodi, "lofprijzingen").
In het contract wordt afgesproken dat "Duccio di Buoninsegna, schilder uit Siena, een zeer mooie voorstelling zal schilderen (...) ter ere van de gezegende en glorieuze Maagd Maria". Als het voltooid is, zal hij (of zijn erfgenamen) honderdvijftig lire in kleine florijnen ontvangen. In ruil hiervoor belooft Duccio dat hij het paneel zal versieren "met het beeld van de gezegende Maagd Maria en haar almachtige Zoon en andere figuren, in overeenstemming met de wensen van zijn opdrachtgevers". Het houten paneel wordt kant-en-klaar geleverd en betaald door de opdrachtgevers. Duccio zal het op eigen kosten vergulden en alles doen wat zal bijdragen aan de schoonheid van het paneel. Als het resultaat de opdrachtgevers niet bevalt, zijn ze niet verplicht hem ook maar iets te betalen, maar mag hij wel het paneel zelf houden. Als een van beide partijen in gebreke blijft, moet diegene een boete van vijftig lire en alle gemaakte onkosten betalen.

## Artistieke context

Cimabue, Maestà, ca. 1280, Louvre

Het directe voorbeeld van de Madonna Rucellai is de Maestà (Italiaans voor majesteit) van Cimabue in het Louvre in Parijs. In beide gevallen zit Maria op een kunstig bewerkte houten troon omringd door engelen. Ook de brede lijst die versierd is met medaillons met profeten en heiligen, is overgenomen van Cimabues paneel. Op de lijst staan dertig heiligen afgebeeld die niet allemaal zijn te identificeren. Over de middelste vijf op de onderlijst bestaat echter geen twijfel. Deze vijf, die de prominentste plek innemen, verwijzen naar de Mariaverering, naar Florence of naar de dominicaanse bedelorde, waartoe de kerk behoort. Het zijn van links naar rechts Catharina van Alexandrië (destijds bekend van haar mystieke huwelijk met Christus), Dominicus, Augustinus, Zenobius (patroonheilige van Florence) en Petrus van Verona, de dominicaanse heilige en stichter van de Laudesi. Vooral zijn aanwezigheid op de lijst ondersteunt de hypothese dat dit inderdaad het schilderij is dat in het contract wordt genoemd.

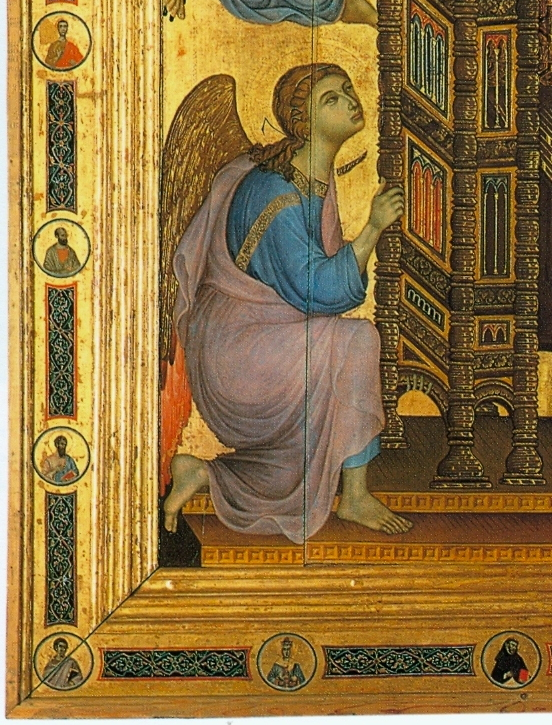
De engel linksonder

Hoewel Duccio de Madonna van Cimabue als voorbeeld nam, heeft hij op allerlei manieren zijn eigen stempel op de voorstelling gedrukt. Zo wijken de engelen sterk af. Bij Cimabue staan ze in slagorde naast de troon en zijn ze elkaars exacte spiegelbeeld. Duccio wilde benadrukken dat de troon gedragen werd door de zes engelen. Ze knielen paarsgewijs op drie niveaus en houden geconcentreerd de troon beet. Bij de engel linksonder zijn van zijn linkerhand alleen de vingers zichtbaar, waarmee hij de troon stevig van onderaf vastgrijpt. Hun transparante gewaden zijn verfijnder en met meer variatie in de subtiele kleuren geschilderd dan de felle, streng symmetrische klederen van Cimabues engelen. Duccio overtreft Cimabue ook in de karakterisering van de Madonna en het Kind. Hoewel de Byzantijnse traditie zichtbaar blijft, is haar blik minder strak dan bij de Florentijn, maar eerder gemoedelijk en teder, bijna alsof ze glimlacht. De gouden zoom van haar donkerblauwe mantel, die decoratief van boven naar beneden en onder het Christuskind door slingert, wijst op gotische invloed, waarvan de oorsprong niet helemaal duidelijk is.

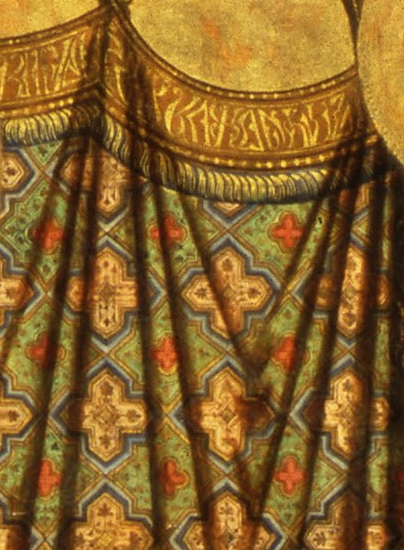
Detail van het hangkleed

Ook de uitwerking van de troon is bij Duccio complexer dan bij Cimabue. De panelen met gotische motieven zijn opengewerkt waardoor het kussen, de afhangende stoffen en de lijnen op de voetenbank zichtbaar zijn. Het kleed dat achter de Madonna hangt bestaat uit een regelmatig patroon waarop met grijs V-vormige strepen zijn aangebracht, die heel effectief een geplooid gordijn suggereren. Een soortgelijke techniek heeft Duccio toegepast op de Madonna van de franciscanen, maar daar zijn de plooien afgesleten en is er alleen het regelmatige patroon overgebleven dat nu eerder op een tegelmuur lijkt.

## Verblijfplaatsen
Het schilderij werd waarschijnlijk in 1286 geplaatst op het altaar in de kapel van de Laudesi in de Santa Maria Novella, de Florentijnse hoofdkerk van de dominicanen. Visueel sloot het enorme altaarstuk aan bij de oorspronkelijke muurschilderingen in de kapel die rond dezelfde tijd of kort ervoor waren gemaakt en waarvan naast het altaar en boven in de lunetten van de zijwanden nog fragmenten zichtbaar zijn. Deze muurschilderingen zijn in de loop der tijd toegeschreven aan Cimabue, aan kunstenaars uit diens omgeving of aan Duccio zelf.
De kapel werd, samen met het altaarstuk, in 1335 verkocht aan de familie Bardi. In 1591 verhuisde de Madonna naar de grotere kapel van de familie Rucellai. Hieraan heeft het altaarstuk zijn bijnaam te danken. Sinds 1948 wordt het tentoongesteld in een zaal van de Uffizi, samen met de getroonde Madonna's van Cimabue (Maestà van Santa Trinità) en Giotto (Maestà van Ognissanti).

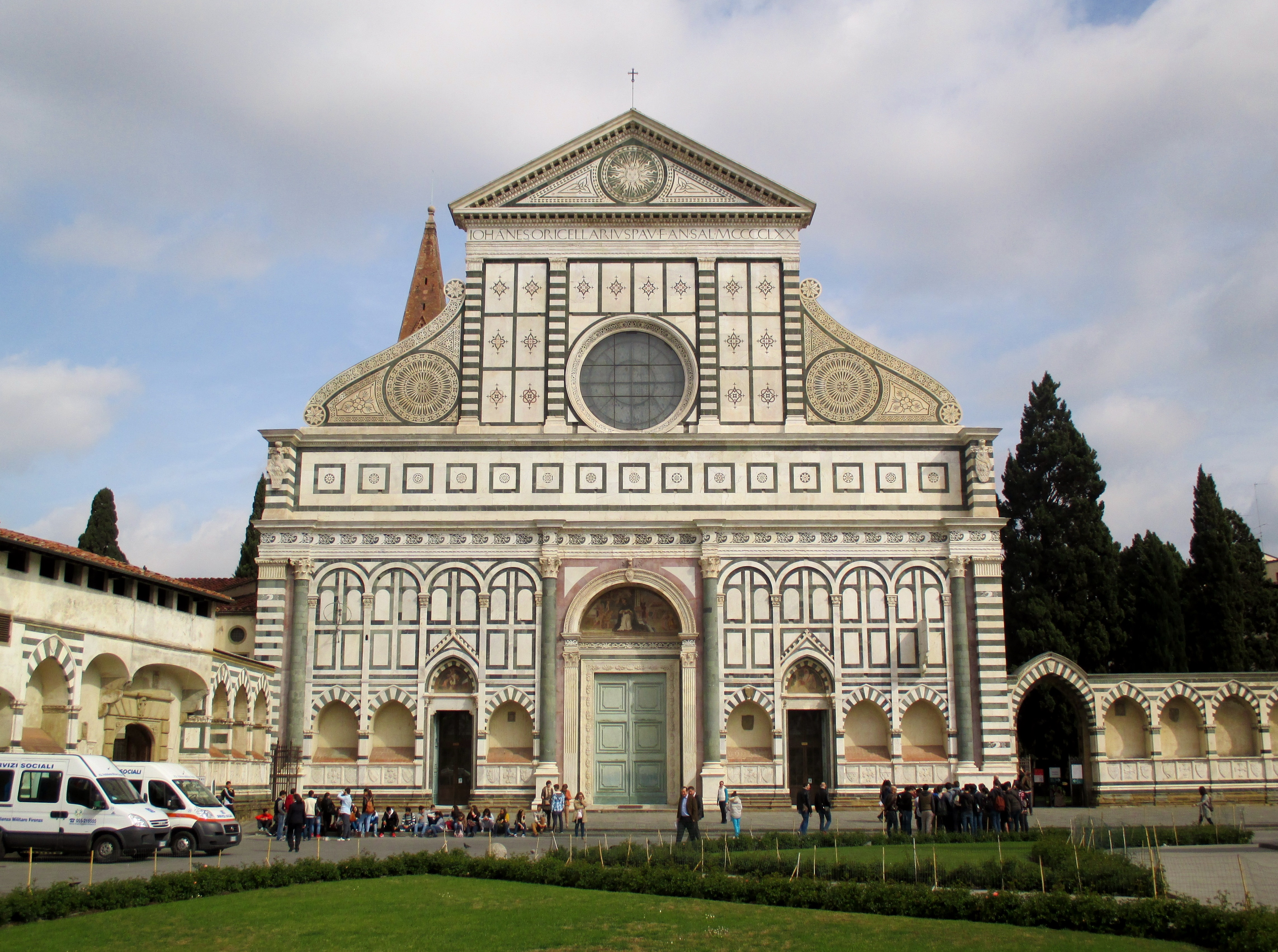
Voorgevel Santa Maria Novella (in 1470 voltooid naar een ontwerp van Leon Battista Alberti), Florence
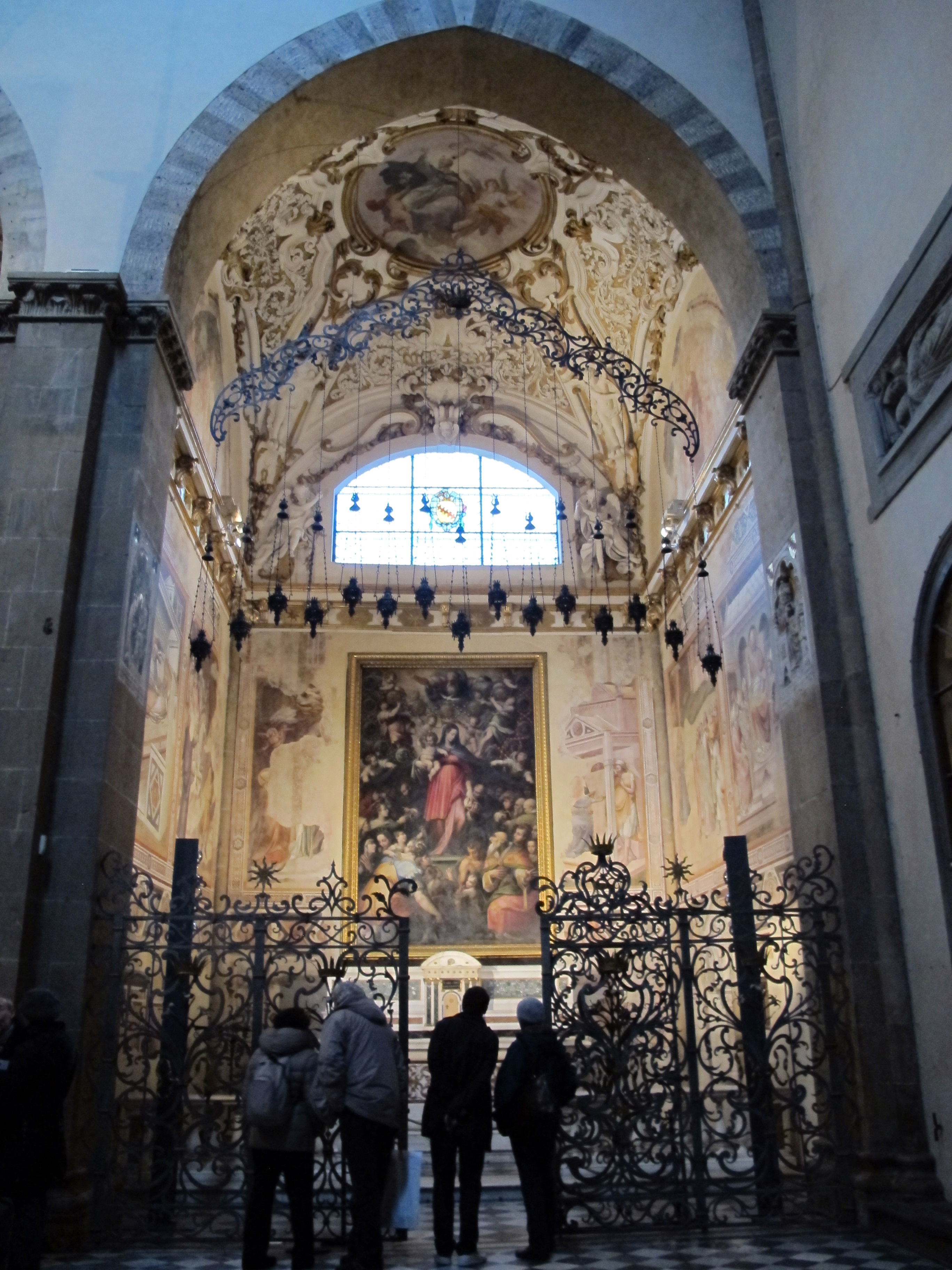
De oorspronkelijke plaats van het altaarstuk in de Cappella Bardi, Santa Maria Novella
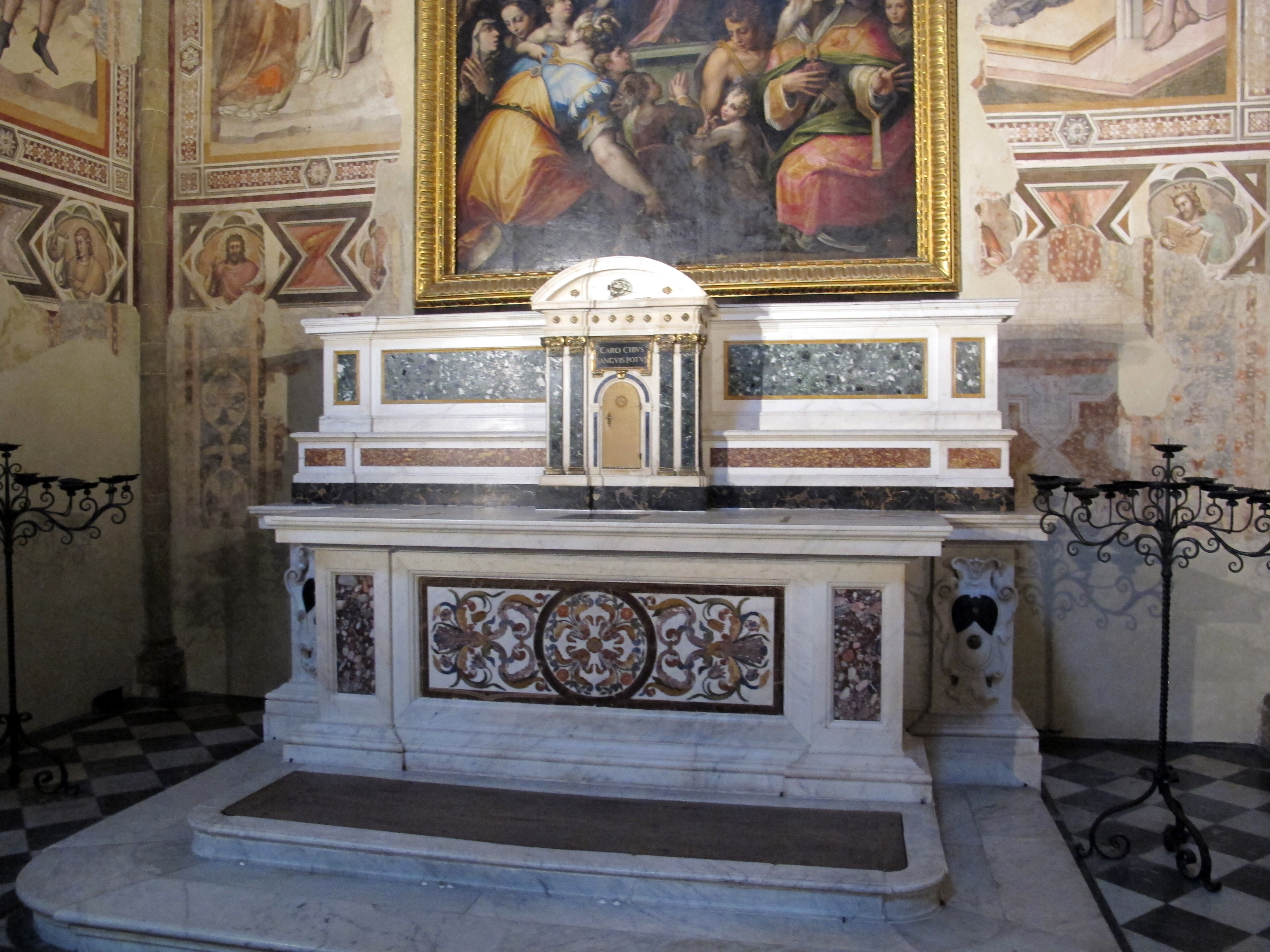
Naast het altaar zijn restanten zichtbaar van de oorspronkelijke muurschilderingen met patronen die overeenkomen met het hangkleed achter de Madonna
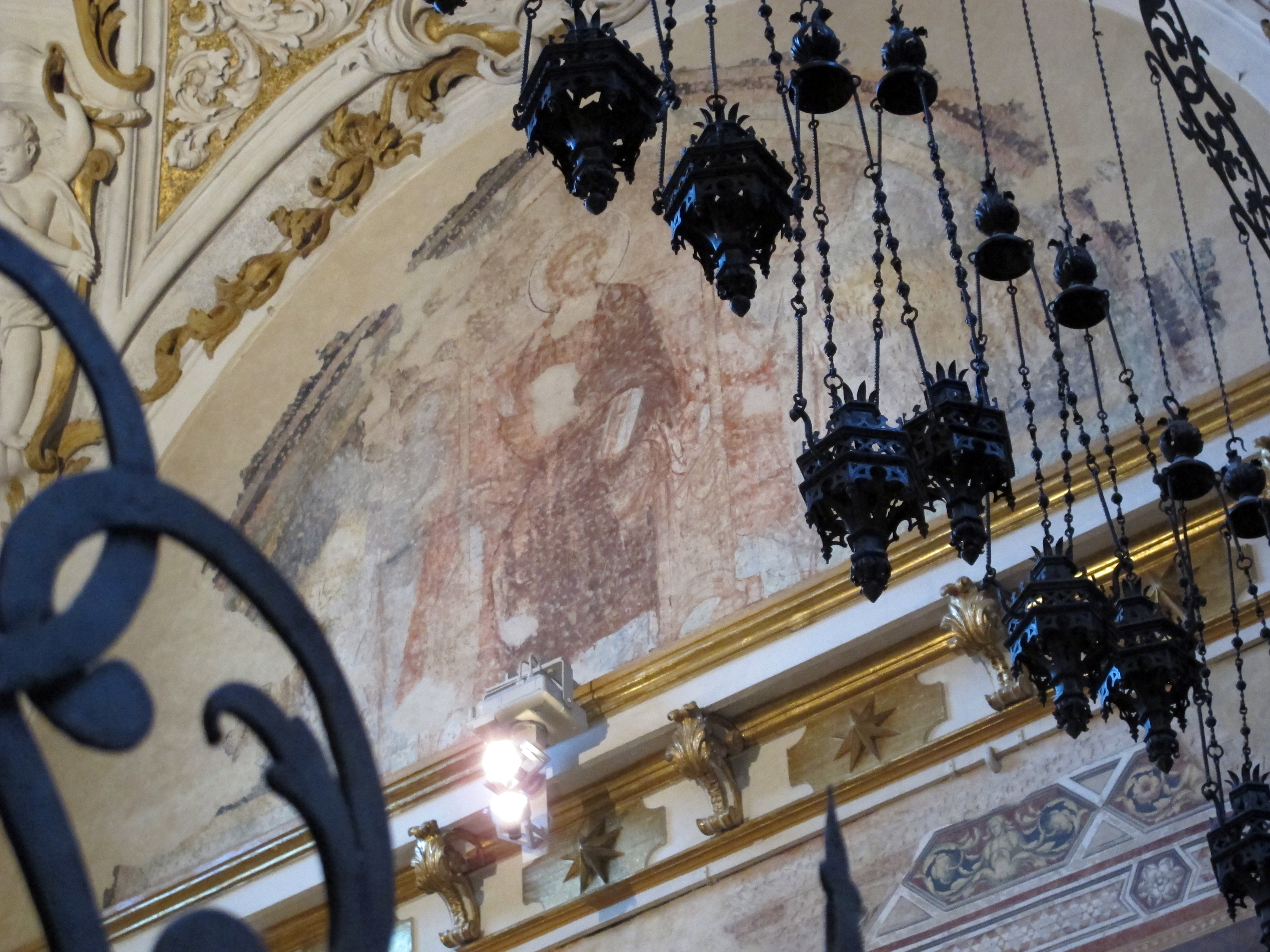
Resten van een muurschildering in de Cappella Bardi op de lunet van de rechterzijwand: Christus met engelen, ca. 1283-1285
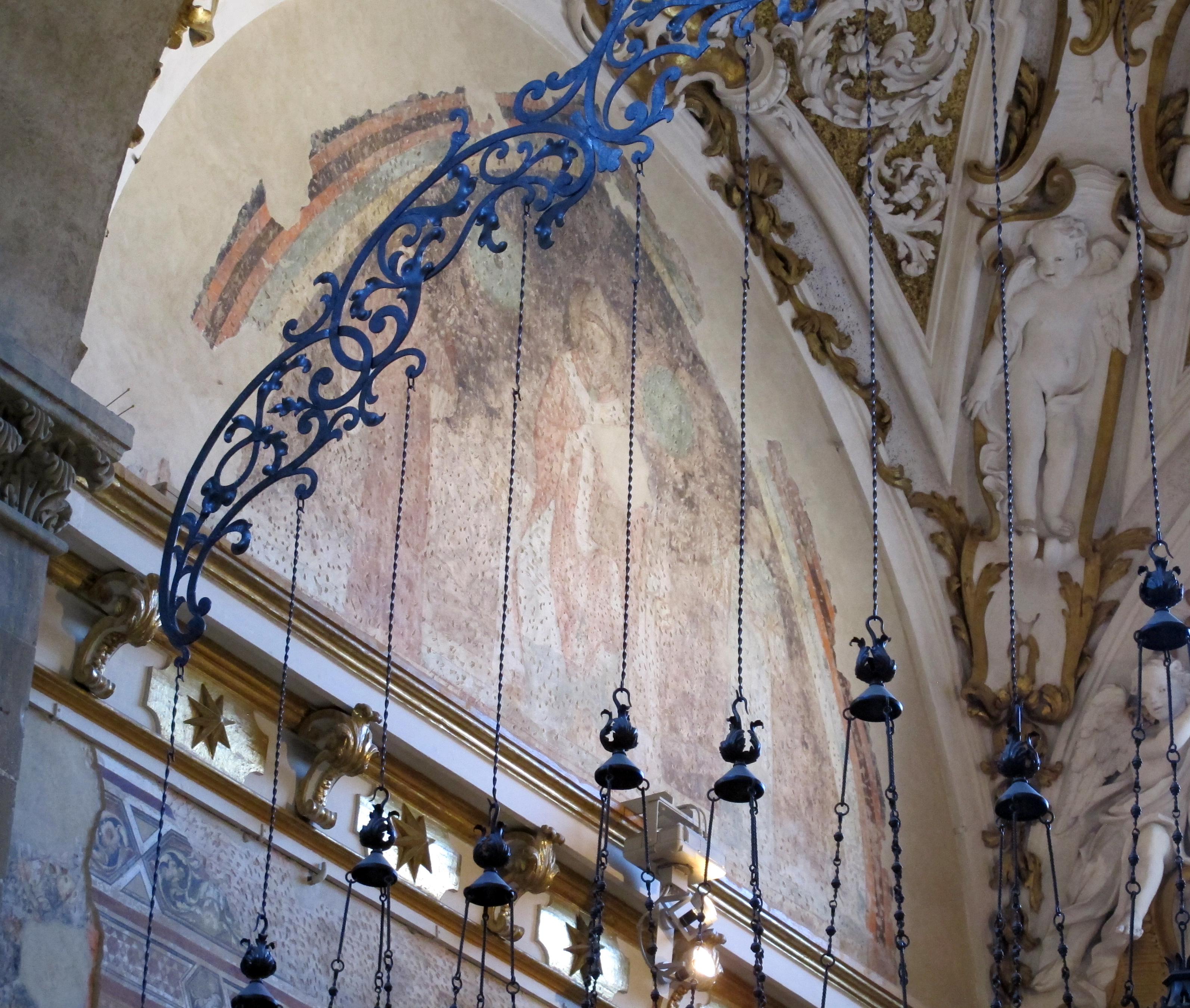
Resten van een muurschildering in de Cappella Bardi op de lunet van de linkerzijwand: de heilige Zenobius met twee flabellumdragers, ca. 1283-1285
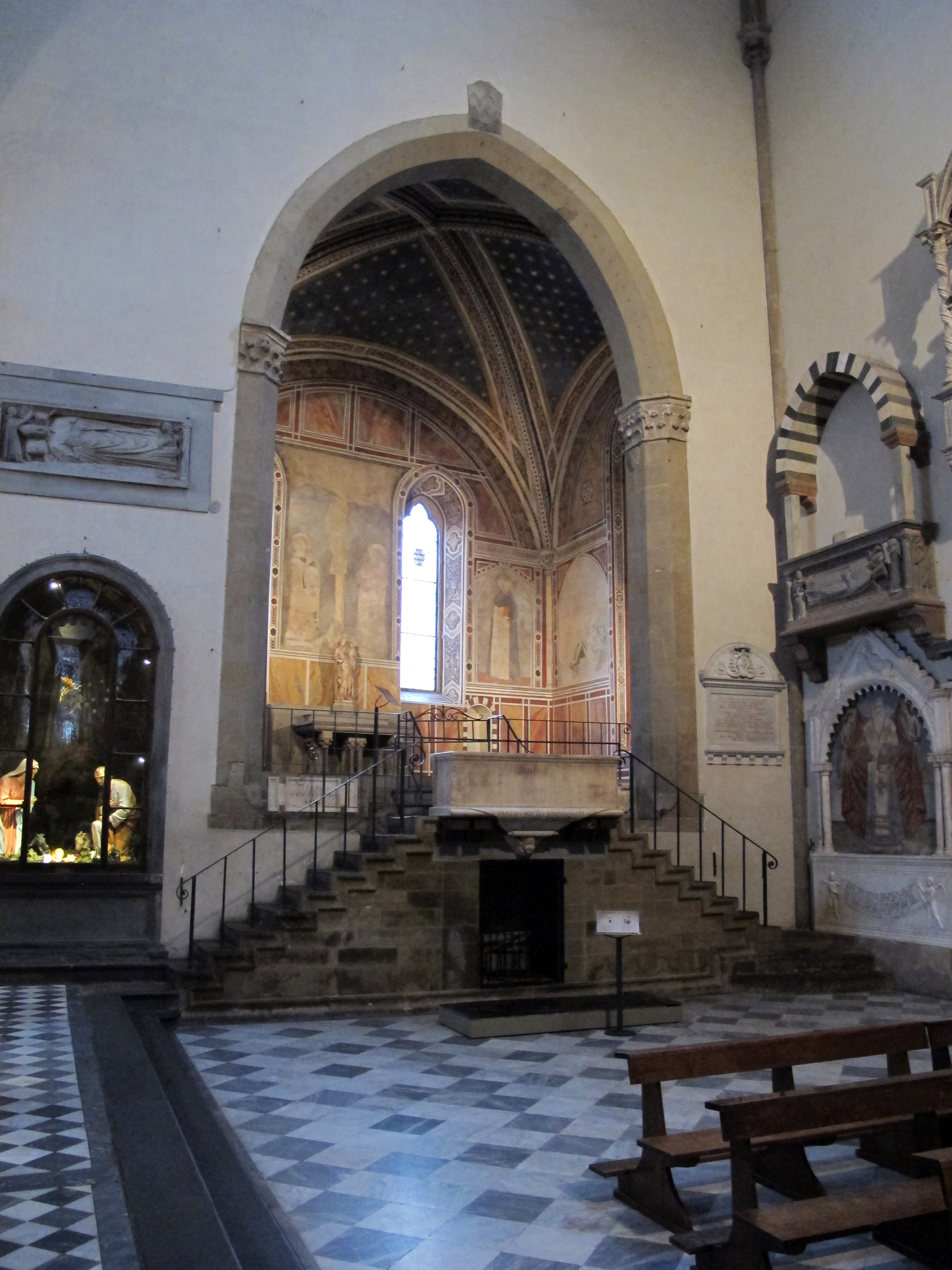
De Cappella Rucellai, waar de Madonna vanaf 1591 stond opgesteld, Santa Maria Novella

## Reputatie & toeschrijving

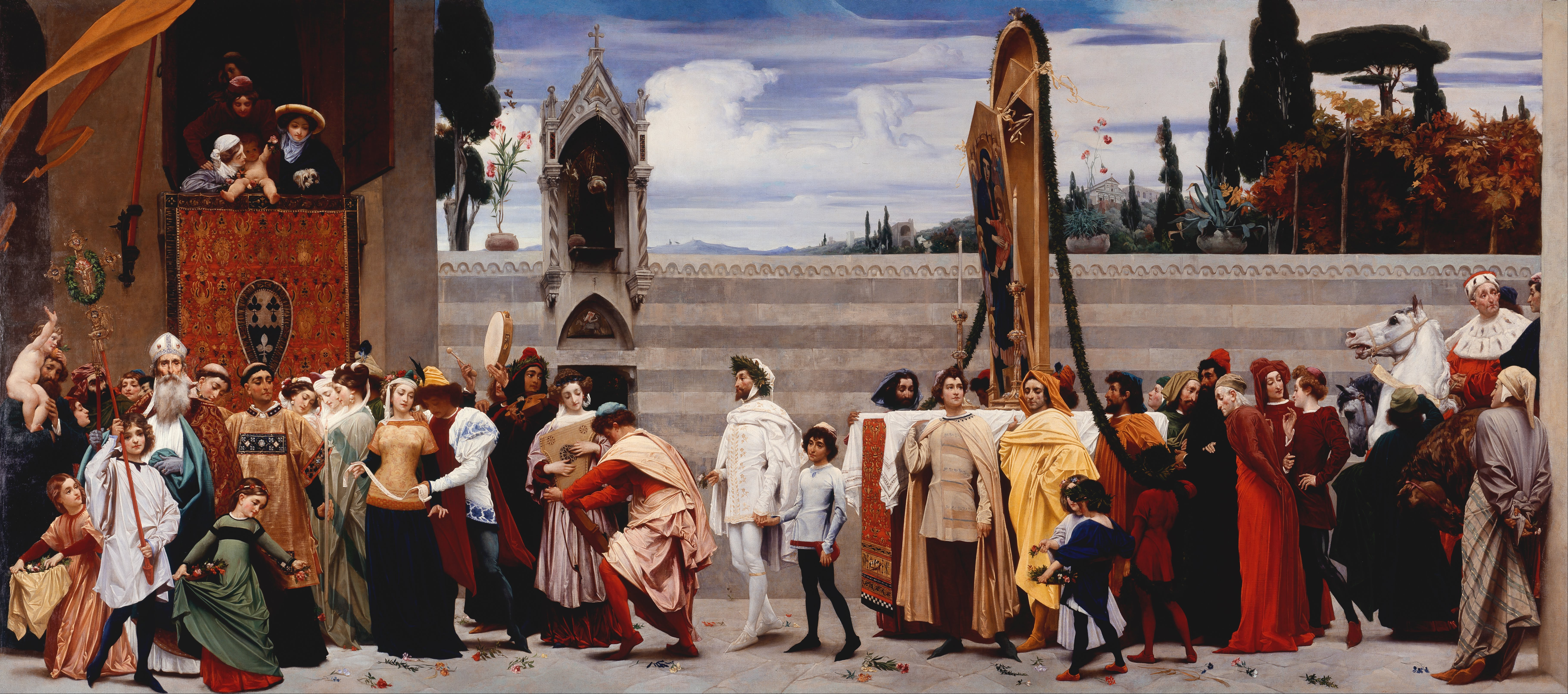
Frederick Leighton, Cimabues gevierde Madonna wordt in processie door de straten van Florence gedragen, 1853-1855, Londen, National Gallery

Uit een vermelding van 15 juli 1312 blijkt dat Duccio in Florence op dat moment al in de vergetelheid raakte en werd overschaduwd door de jongere Giotto. De broederschap ontving toen een legaat dat deels besteed moest worden aan olie om twee lampen onafgebroken te laten branden, de ene voor het kruisbeeld van "de beroemde schilder Giotto di Bondone" en de andere "voor het grote paneel waarop de figuur van de Heilige Maagd Maria is geschilderd" – zonder de naam van de schilder.
In de jaren erna raakte de naam van Cimabue verbonden met het altaarstuk. Dit werd in 1550 herhaald door Giorgio Vasari die zijn Vite opende met het levensverhaal van Cimabue en hem – vooral op basis van de Madonna Rucellai – als de voorloper van de renaissance afschilderde. Volgens Vasari liet Cimabue, die weliswaar nog op de Griekse (=Byzantijnse) manier werkte, met dit schilderij zien dat hij zich al enigszins een "moderne" werkwijze eigen had gemaakt. Dit zou meer dan drie eeuwen lang de algemeen geaccepteerde versie blijven. Nog in 1855 haalde de jonge Britse kunstschilder Frederic Leighton zijn inspiratie uit Vasari voor zijn Cimabues gevierde Madonna wordt in processie door de straten van Florence gedragen. Pas in 1889 toonde de Oostenrijkse kunsthistoricus Franz Wickhoff aan dat Duccio de maker was, maar ook daarna zou het nog decennia duren voordat alle kunsthistorici overtuigd waren.